# Wechsel (Pass in Bayern)
Der Wechsel ist ein Gebirgspass in den bayerischen Alpen zwischen Rottach-Egern und Valepp. Seine Scheitelhöhe befindet sich auf 1031 m ü. NN. Die Bezeichnung des Passübergangs resultiert aus einer Kurzform für „Wechsel zwischen den Wassern“, einer alten Bezeichnung für eine Wasserscheide. Gemeint ist in diesem Fall der Kulminationspunkt zwischen den Flüssen Weiße Valepp und Rottach. Beide entwässern in den Inn, die Rottach über den Tegernsee und die Mangfall, die Weiße Valepp über die Brandenberger Ache.
Über den Wechsel verläuft in Ost-West-Richtung eine asphaltierte private Mautstraße, die Rottach-Egern mit dem Forsthaus Valepp (teilweise auch Valepp-Alm genannt) verbindet. Der Wechsel liegt nur wenige Kilometer nördlich der deutsch-österreichischen Staatsgrenze und befindet sich auf einer Lichtung; im Gegensatz dazu verlaufen sowohl die östliche als auch die westliche Passauffahrt größtenteils durch dicht bewaldetes Gebiet. Etwa 200 Meter nördlich des Wechsels liegt der Suttensee. Nördlich und nordöstlich des Passes erstreckt sich das Ski- und Wandergebiet Sutten, das am Stümpfling an das Spitzingsee-Revier anschließt.
Über die Passstraße verkehrt zwischen Mitte Mai und Mitte Oktober die Buslinie 9560 (Tegernsee Bahnhof–Spitzingsee Kirche) des Regionalverkehrs Oberbayern, welche die direkt auf der Passhöhe gelegene Haltestelle Wechsel Suttengebiet mehrmals täglich bedient.
In der Nähe des Forsthauses Valepp vereinigt sich die Weiße Valepp mit der Roten Valepp. Am dortigen Parkplatz beginnen die Ostrampe zum Wechsel und die Südrampe zum Spitzingsee und Spitzingsattel. Die Asphaltstraße zum Spitzingsee im Tal der Roten Valepp ist für private Kraftfahrzeuge einschließlich Motorrädern gesperrt. Bei der Abfahrt mit dem Fahrrad muss man aber mit Linienbussen, Versorgungs- und Forstfahrzeugen rechnen.